# James B. Gordon
James B. Gordon (* 1. Dezember 1907 in New York City, New York; † 2. März 1972 in Los Angeles, Kalifornien) war ein US-amerikanischer Spezialeffektkünstler und Filmtechniker.

## Karriere
James B. Gordon arbeitete für 20th Century Fox und wurde im Bereich der Filmtechnik eingesetzt. Bei der Oscarverleihung 1951 erhielt er eine Auszeichnung für den Bereich Wissenschaft und Technik, den Academy Scientific & Engineering Award, für „the design and development of a multiple-image film viewer“ (zu deutsch: „für die Entwicklung des Mehrfachfilmbetrachters“). Seit 1953 wirkte er bei der Erstellung der Visuellen- und Spezialeffekte bei Filmen mit. Seine erste Anstellung hatte er dabei bei dem Monumentalfilm Das Gewand von Henry Koster der auf den gleichnamigen Roman von Lloyd C. Douglas basiert.
Für seine Mitwirkung bei dem Film Die Reise zum Mittelpunkt der Erde der auf den gleichnamigen Roman von Jules Verne basiert, erhielt Gordon mit L. B. Abbott und Carlton W. Faulkner eine Nominierung bei der Oscarverleihung 1960 in der Kategorie „beste Spezialeffekte“. Die Auszeichnung erhielten aber A. Arnold Gillespie, Milo B. Lory, Robert MacDonald für Ben Hur. Einen zweiten „Academy Scientific & Engineering Award“ erhielt er 1962 mit seinen Kollegen von 20th Century Fox F. D. Leslie, R. D. Whitmore, A. A. Alden und Endel Pool sowie Earl Sponable und Herbert E. Bragg.
Im Anschluss wirkte er bei den Filmen Versunkene Welt, Die teuflische Maske, Hawaii und Airport mit. Für den Regisseur Blake Edwards war er bei den beiden Filmen Das große Rennen rund um die Welt und Was hast du denn im Krieg gemacht, Pappi? für die Gestaltung der Spezialeffekte verantwortlich.
Im Jahr 1972 verstarb James B. Gordon im Alter von 64 Jahren in Los Angeles.

## Filmografie
- 1953: Das Gewand (The Robe)
- 1958: Die Fliege (The Fly)
- 1959: Der blaue Engel (The Blue Angel)
- 1959: Ferien für Verliebte (Holiday for Lovers)
- 1959: Gefahr in Havanna (Pier 5, Havana)
- 1959: Die Reise zum Mittelpunkt der Erde (Journey to the Center of the Earth)
- 1960: Der Spätzünder (High Time)
- 1960: Von der Terrasse (From the Terrace)
- 1960: Versunkene Welt (The Lost World)
- 1961: Die teuflische Maske (The Mask, auch Eyes of Hell)
- 1963: Eine total, total verrückte Welt (It’s a Mad, Mad, Mad, Mad World)
- 1965: Das große Rennen rund um die Welt (The Great Race)
- 1966: Hawaii
- 1966: Was hast du denn im Krieg gemacht, Pappi? (What Did You Do in the War, Daddy?)
- 1970: Airport